# Alice di Vergy
Alice di Vergy (1182 – Prenois-en-Montage, tra il 15 ed il 28 febbraio 1251), fu duchessa consorte di Borgogna, dal 1199 al 1218 e poi duchessa reggente di Borgogna, dal 1218 al 1231.

## Origine
Alice, come ci conferma la Histoire généalogique des ducs de Bourgogne de la maison de France, era figlia di Ugo signore di Vergy, e della moglie (come risulta dal documento n° 4314 del Recueil des chartes de l'abbaye de Cluny. Tome 5 -Hugo dominus Vergiaci........uxor eius domina Gilia-) Gillette di Traînel ( dopo il 1217) e, secondo il documento n° 64 del Collection des principaux cartulaires du diocèse de Troyes, Volume 1, inerente ad una donazione fatta dal padre stesso, figlia di Guarniero, signore di Traînel, che cita il marito di Gisla (Hugo de Vergeio gener meus) e della moglie di cui non si conoscono né il nome né gli ascendenti.
Ugo signore di Vergy, come risulta dalle CHARTES ET DOCUMENTS CONCERNANT L’ABBAYE DE CÎTEAUX, 1098-1182, era figlio di Guido signore di Vergy e di Alice o Adelaide (Guido Vergiaci dominus...........uxor mea Adelaidis et filii mei Hugo et Symon), di cui non si conosce il nome del padre, mentre la madre, secondo la Histoire des ducs de Bourgogne de la race capétienne, tome II, era Mahaut de La Ferté.

## Biografia
Alice viene citata per la prima volta in un documento, nel 1197, il documento n° 963 della Histoire des ducs de Bourgogne de la race capétienne, tome III, assieme al padre Ugo, alla madre, Gille, ai fratelli Ugo e Guglielmo e alla sorella Nicoletta; il documento era stato emesso dal duca di Borgogna, Oddone III, per ufficializzare l'accordo di pace, dopo che, tra il 1196 ed il 1197, vi era stata una guerra tra suo padre, Ugo e Oddone III, per questioni territoriali.
A seguito della pacificazione fu concordato anche il matrimonio tra Alice e Oddone III, che era al suo secondo matrimonio: infatti Oddone III aveva sposato, nel 1194, la figlia del re del Portogallo, Alfonso I e di Mafalda di Savoia, vedova del conte delle Fiandre, Filippo I, la trentasettenne, Teresa di Portogallo, che dopo aver sposato Filippo I delle Fiandre aveva cambiato il nome in Matilde (1157-1218), come ci risulta dalla Flandria Generosa.
Siccome Teresa di Portogallo non aveva potuto dare un figlio ad Oddone, era stata ripudiata l'anno dopo, nel 1195, per consanguineità, in quanto parente di Alice di Lorena, madre di Oddone, come ci conferma la Histoire généalogique des ducs de Bourgogne de la maison de France.
Alice, nel 1199, sposò Oddone III, che, come ci conferma la Chronica Albrici Monachi Trium Fontium, era il figlio primogenito del duca di Borgogna, Ugo III e di Alice di Lorena, figlia del duca di Lorena, Matteo I, e di Berta di Svevia, come ci conferma ancora la Chronica Albrici Monachi Trium Fontium; l'ascendenza di Oddone viene confermata anche dal documento n° 198 del cartulaire de l'abbaye de Cîteaux (non consultato).
Suo marito, Oddone III morì a Lione il 6 luglio del 1218, mentre al comando delle sue truppe si avviava alla quinta crociata, invocata da papa Onorio III. Oddone fu tumulato a Citeaux. Anche gli Annales S. Benigni Divionensis ripoprtano la morte di Oddone, figlio di Alice di Lorena, nel 1218, mentre si avviava alla crociata e la Chronica Albrici Monachi Trium Fontium , che conferma l'anno, mentre si recava alla crociata e che fu sepolto presso l'abbazia cistercense.
Oddone III lasciò il ducato all'unico figlio maschio Ugo, di circa sei anni, che governò sotto la tutela della madre, Alice.
In quello stesso anno (1218), Alice giurò fedeltà al re di Francia, Filippo II Augusto.
Alice, dopo che, nel 1231, finita la reggenza, aveva affidato il ducato al figlio Ugo, si ritiro nella sua tenuta di Lantenay e si dedicò a opere di carità e a donazioni a vari conventi e abbazie. Alice morì nel 1251, dopo trentatré anni di vedovanza; secondo gli Obituaires de Lyon II, Diocèse de Chalon-sur-Saône, Abbaye chef d'ordre de Cîteaux (non consultato) morì il 15 febbraio, senza precisarne l'anno, mentre secondo lo Extrait du nécrologe de Saint-Martin d’Autun morì il 28 febbraio, senza precisarne l'anno (II Kal Mart. Aalis de Vergy, uxor Odonis ducis Burg. mater Hugonis ducis).

## Figli
Alice a Oddone III diede tre o quattro figli:
- Giovanna (1200 - 1223) sposò il conte d'Eu, Rodolfo II di Lusignano, come ci conferma la Chronique des comtes d´Eu[23].
- Alice (1204 - 1266) sposò Roberto I di Clermont[22], signore di Issoudun
- Ugo[24] (1213 - 1273) duca di Borgogna
- Beatrice (1216 - ?) sposò Umberto II di Thorie[21].

### Fonti primarie
- (LA) Saeculum XII. Orderici Vitalis,... Historia ecclesiastica..
- (LA) Monumenta Germaniae Historica, Scriptores, tomus V. URL consultato il 1º marzo 2020 (archiviato dall'url originale il 23 agosto 2017)..
- (LA) Monumenta Germaniae Historica, Scriptores, tomus IX. URL consultato il 1º marzo 2020 (archiviato dall'url originale il 12 maggio 2013)..
- (LA) Monumenta Germaniae Historica, Scriptores, tomus XXIII. URL consultato il 1º marzo 2020 (archiviato dall'url originale il 12 novembre 2016)..
- (LA) Recueil des chartes de l'abbaye de Cluny. Tome 5..
- (LA) Recueil des historiens des Gaules et de la France. Tome 23..
- (LA) Essai historique sur l'abbaye de Saint-Martin d'Autun..
- (LA) Collection des principaux cartulaires du diocèse de Troyes, Volume 1..

### Letteratura storiografica
- (LA)  CHARTES ET DOCUMENTS CONCERNANT L’ABBAYE DE CÎTEAUX, 1098-1182.
- (FR) Histoire des ducs de Bourgogne de la race capétienne, tome II..
- (FR) Histoire des ducs de Bourgogne de la race capétienne, tome III..
- (FR) Histoire généalogique des ducs de Bourgogne de la maison de France..